# Gargara projectiformis
Gargara projectiformis är en insektsart som beskrevs av Mohammad och S. Ahmad 1994. Gargara projectiformis ingår i släktet Gargara och familjen hornstritar. Inga underarter finns listade i Catalogue of Life.